# Северин Барбаг
Северин Євген Ба́рбаг (пол. Seweryn Barbag; 4 вересня 1891, Перемишляни — 26 вересня 1944, Отвоцьк) — польський композитор і музикознавець і педагог, доктор музикознавства.

## Біографія
Народився 4 вересня 1891 року в місті Перемишлянах (тепер Львівська область, Україна). 1914 року закінчив Львівський університет, де вивчав право. У 1919—1924 роках вивчав музикознавство у Віденському університеті у Гвідо Адлера. Крім того вивчав фортепіано та композицію у Йозефа Маркса, Людомира Ружицького та Генріха Мельцера-Щавинського.
У 1925—1939 роках — професор музично-теоретичних дисциплін Львівського музичного інституту (з 1930 року — Консерваторії імені К. Шимановського), у 1939—1941 роках — Львівської консерваторії (серед учнів Анатоль Кос-Анатольський, Станіслав Скровачевський, Станіслав Віслоцький, Роман Гаубеншток-Раматі).
1942 року захворів на туберкульоз і поїхав на лікування до санаторію в Отвоцьку під Варшавою, однак не зміг вилікуватися і помер 26 вересня 1944 року у місті Отвоцьку.

## Творчість та публікації
Автор оркестрових, камерних, фортепіанних творів і музикознавчих праць. Серед робіт:
- Твори Сезара Франка (1925, Відень);
- Дослідження пісень Шопена (1927, Львів);
- Систематика музикознавства (1928, Львів);
- Аудиторія як проблема музичної культури (1925—1926);
- Польська мистецька пісня (1927);
- Проект реформи нижчої музичної школи (1929);
- Жива музика як джерело музичної освіти (1931);
- Робота музичної школи (1931);
- Вступ до теорії музики як дидактичного питання (1931);
- Бойкот нової музики (1933);
- Радіо та кіно — або сцена і сцена (1936).